# Дом де Пентьевр

Владения де Пентьевров, отнятые герцогом Бретани Жаном VI (тёмно розовый).

Дом де Пентьевр (фр. Maison de Penthièvre) — бретонский род, представители которого правили в графстве Пентьевр, а также в графстве Генган, графстве Трегье, сеньориях Авогур, Гоэлё, Динан и Майенн.

## История
Дом де Пентьевр отделился от Реннского дома. Его основателем был Эд I, младший сын герцога Бретани Жоффруа I. После спора с братом и дядей Юдикаэлем, епископом Ванна, в 1035 году Эд получил в апанаж от Алена III графство Пентьевр, в которое входили епархии Сен-Брие, Сен-Мало, Трегье и Доль и сеньории Гоэлё, Авогур и Ламбаль.
После смерти в 1040 году Алена III графом Ренна и герцогом Бретани стал его сын Конан II. Однако он был в то время несовершеннолетним и, воспользовавшись этим, Эд захватил герцогство Бретань, объявив себя регентом своего племянника, взял под стражу Конана и держал его в заложниках до октября 1047 года, когда тот освободился из-под его регентства.
Жоффруа наследовал своему отцу в качестве графа де Пентьевр, после смерти которого в 1079 году он восстал против Хоэля II, герцога Бретани, вместе с Эдом I, виконтом де Пороэт и Жоффруа Грегонатом, графом Ренна, но был вынужден отступить.
24 августа 1091/1093 года в битве при Доле Жоффруа I был убит. Так как его единственный сын Конан находился в то время на Востоке, где через некоторое время и погиб при осаде Антиохии, то графом де Пентьевр стал его брат Этьен I.
Помимо этого, Этьен стал лордом Ричмонд и унаследовал обширные владения дома де Пентьевр в Англии. Этьен был женат на Хависе де Генган, наследнице графств Трегье и Генган и сеньории Гоэлё. В 1118 году его сын Жоффруа II Ботерель поднял восстание против своего отца и требовал получения им наследства. Этьену пришлось разделить своё имущество, передав часть сыну.
Наследником Этьена в графстве Пентьевр в 1135 или в 1136 году стал его старший сын Жоффруа II, Ален Чёрный стал графом Ричмонд в Англии, а Анри получил владения свои матери. Его потомками были сеньорами д’Авогур и претендентами на графство Пентьевр. Он также был основателем ветви дома де Пентьевр, дома д’Авогур, которая пресеклась в XIV веке. Жоффруа скончался в 1148 году. Графом Пентьевра стал его сын Риваллон.
В последний раз Риваллон упоминается в 1152 году. Предполагается, что он скончался около 1154 года или в 1162 году. Ему наследовал старший сын Этьен II, не оставивший наследников и передавший в 1164 году графство младшему сыну Риваллона Жоффруа III.
Жоффруа не имел детей также, как и его брат. Поэтому, когда он скончался в 1177 году, Пентьевр, Ламбаль, Квентин и Монконтур по завещанию Жоффруа перешли к его ближайшему родственнику, двоюродному брату Алену I (сыну его дяди Анри I, графа Трегье и Генгана и сеньора де Гоэлё).
Права Алена были подтверждены королём Франции Филиппом II Августом. После смерти отца Алена Анри I д'Авогур в начале 1183 года, из его владений Алену достались только сеньория Гоэлё и графство Трегье, так как племянник Анри герцог Бретани Конан IV захватил некоторые его владения, в том числе графство Генган. Перед смертью в конце 1212 года, он назначил опекунами своих детей своего брата Гозлена и Жюля III, сеньора де Майенн. Новым графом стал Анри II.
В 1214 году герцог Бретани Пьер Моклерк отобрал у Анри его имущество в Генгане, Ламабле и Сен-Бре. Также он лишил его графства Трегье, которое перестало существовать и было объединено с герцогством, и графства Пентьевр, присвоив себе титул графа над этой областью. Графство попало под влияние дома де Дрё, а Анри был графом только де-юре.
В 1264 году, его сын Ален II продал все свои земли в Бретани, в том числе Северный Динан и Бекерель в Динане, герцогу Бретани Жану I за ничтожную сумму в 16000 ливров. Вскоре Ален II скончался. Затем Анри II занялся от имени своего внука, Анри III, действиями по аннулированию сделки с герцогом до суда короля в Париже. Этот процесс продолжался частично и после его смерти, когда Анри III урегулировал отношения с герцогом Бретани и возвратил часть потярянных земель его отца. Анри II скончался 6 октября 1281 года.
Его внук, Анри III умер 21 ноября 1301 года. Ему наследовал его сын Анри IV. После смерти отца, Анри стал сеньором д’Авогур и де Гоэлё. Брак его старшей дочери Жанны с Ги, братом герцога Бретани Жана III, позволили ему восстановить графство Пентьевр. Его внучка Жанна де Пентьевр, жена герцога Бретани Карла де Блуа, впоследствии была активным политическим деятелем в войне за бретонское наследство. Потомки Жанны и Карла были представителями дома Блуа-Шатийон.
В феврале 1420 года герцог Бретани Жан VI был схвачен и заключен под стражу в один из замков представителями рода Пентьевр. Однако на свободе осталась его деятельная супруга Жанна де Валуа, которая добилась поддержки бретонской знати, собрала войско и 8 мая осадила замок, где находился в заключении её муж. Через два месяца герцог Жан Бретонский был освобождён из плена и вернулся в Нант. Все владения рода Пентьевр были конфискованы и розданы сторонникам герцога.

## Генеалогия
I. Эд I де Пентьевр (999—1079) — граф де Пентьевр, герцог Бретани
II. Жоффруа I де Пентьевр (ум. 1093) — граф де Пентьевр
II. Этьен I де Пентьевр (1055 — ок. 1136) — граф де Пентьевр
III. Жоффруа II де Пентьевр (ум. 1148) — граф де Пентьевр
IV. Риваллон де Пентьевр (ум. ок. 1054/1162) — граф де Пентьевр
V. Этьен II де Пентьевр (ум. 1164) — граф де Пентьевр
V. Жоффруа III де Пентьевр (ум. 1177) — граф де Пентьевр
III. Ален Чёрный (ок. 1107—1146) — граф де Пентьевр
IV. Конан IV Бретонский (ок. 1138—1171) — герцог Бретани
V. Констанция Бретонская (1161—1201) — герцогиня Бретани
III. Анри I д'Авогур (ок. 1100—1183) — граф Трегье, Генгана, сеньор де Гоэлё
IV. Ален I д'Авогур (1151—1212) — граф де Пентьевр, граф Трегье и сеньор де Гоэлё
V. Анри II д'Авогур (1205—1281) — граф де Пентьевр, граф Трегье и сеньор де Гоэлё, д’Авогур и де Динан
VI. Анри II д'Авогур (ум. после 1267) — сеньор де Динан и де Майенн
VII. Анри III д'Авогур (1260—1301) — сеньор де Гоэлё и д’Авогур
VII. Анри IV д'Авогур (1280—1331) — граф де Пентьевр, сеньор де Гоэлё и д’Авогур
VIII. Жанна д'Авогур (ок. 1300—1327); муж — Ги де Пентьевр (1287—1331), граф де Пентьевр
IX. Жанна де Пентьевр (1319—1384); муж — Карл де Блуа (1319—1364)